# Avène
Pour les articles ayant des titres homophones, voir Avène (rivière du Gard), Aven (homonymie) et Avennes.
Pour la marque de produits dermo-cosmétiques Avène, voir Laboratoires Pierre Fabre.
Avène [a.vɛ.nə] (en occitan Avèna [a.'βɛ.no̞]), parfois appelée Avène-les-Bains, est une commune française située dans le nord-est du département de l'Hérault, en région Occitanie.
Exposée à un climat méditerranéen, elle est drainée par l'Orb, le Rieu Sec, le ruisseau d'Arnoye, le ruisseau de Corbières, le ruisseau de Lamalou, le ruisseau del Rouergue, le ruisseau de Sebestrières, le ruisseau des Graves, le ruisseau de Vernazoubres, le ruisseau de Vinette et par divers autres petits cours d'eau. Incluse dans le parc naturel régional du Haut-Languedoc, la commune possède un patrimoine naturel remarquable : un site Natura 2000 (les « crêtes du Mont Marcou et des Monts de Mare ») et deux zones naturelles d'intérêt écologique, faunistique et floristique.
Avène est une commune rurale qui compte 294 habitants en 2022, après avoir connu un pic de population de 1 438 habitants en 1836. Ses habitants sont appelés les Avénois et Avénoises.

## Géographie

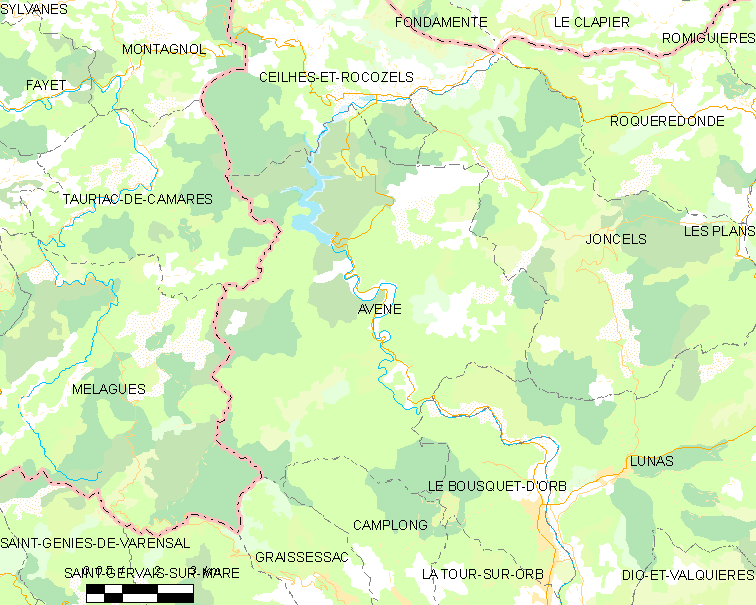
Carte

Avène est un village des Hauts cantons de l'Hérault. La commune est réputée pour ses thermes et ses produits de cosmétique de la marque « Avène ». Elle fait partie des trois stations thermales de l'Hérault avec Balaruc-les-Bains et Lamalou-les-Bains.

### Communes limitrophes
|                                        | Ceilhes-et-Rocozels |                          |
| Tauriac-de-Camarès, Mélagues (Aveyron) | Avène               | Joncels                  |
| Graissessac                            | Camplong            | Lunas, Le Bousquet-d'Orb |

### Climat
Pour des articles plus généraux, voir Climat de l'Occitanie et Climat de l'Hérault.
En 2010, le climat de la commune est de type climat méditerranéen altéré, selon une étude s'appuyant sur une série de données couvrant la période 1971-2000. En 2020, Météo-France publie une typologie des climats de la France métropolitaine dans laquelle la commune est exposée à un climat méditerranéen et est dans une zone de transition entre les régions climatiques « Provence, Languedoc-Roussillon » et « Sud-est du Massif Central ».
Pour la période 1971-2000, la température annuelle moyenne est de 12,6 °C, avec une amplitude thermique annuelle de 15,7 °C. Le cumul annuel moyen de précipitations est de 1 185 mm, avec 9,3 jours de précipitations en janvier et 3,7 jours en juillet. Pour la période 1991-2020, la température moyenne annuelle observée sur la station météorologique la plus proche, située sur la commune de Brusque à 12 km à vol d'oiseau, est de 11,0 °C et le cumul annuel moyen de précipitations est de 1 103,3 mm,. Pour l'avenir, les paramètres climatiques de la commune estimés pour 2050 selon différents scénarios d’émission de gaz à effet de serre sont consultables sur un site dédié publié par Météo-France en novembre 2022.

### Milieux naturels et biodiversité

#### Espaces protégés
La protection réglementaire est le mode d’intervention le plus fort pour préserver des espaces naturels remarquables et leur biodiversité associée,.
Un  espace protégé est présent sur la commune : 
le parc naturel régional du Haut-Languedoc, créé en 1973 et d'une superficie de 307 184 ha, qui s'étend sur 118 communes et deux départements. Implanté de part et d’autre de la ligne de partage des eaux entre Océan Atlantique et Mer Méditerranée, ce territoire est un véritable balcon dominant les plaines viticoles du Languedoc et les étendues céréalières du Lauragais,.

#### Réseau Natura 2000

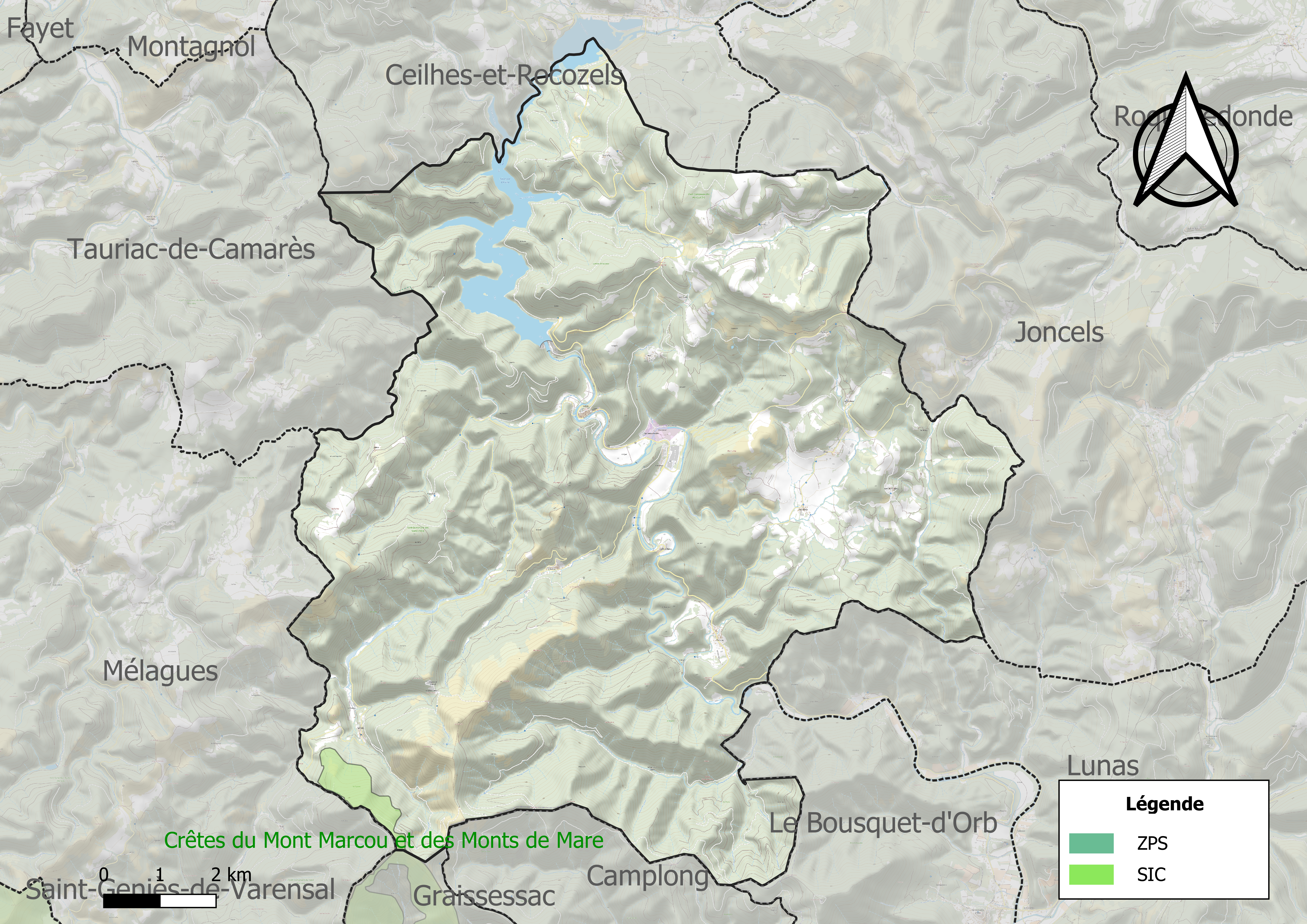
Site Natura 2000 sur le territoire communal.

Le réseau Natura 2000 est un réseau écologique européen de sites naturels d'intérêt écologique élaboré à partir des directives habitats et oiseaux, constitué de zones spéciales de conservation (ZSC) et de zones de protection spéciale (ZPS).
Un site Natura 2000 a été défini sur la commune au titre de la directive habitats : les « crêtes du Mont Marcou et des Monts de Mare », d'une superficie de 1 481 ha, abritant quatre espèces de chauves-souris d'intérêt communautaire (Rhinolophus ferrumequinum, R. hipposideros) et plus particulièrement le Minioptère de Schreibers.

#### Zones naturelles d'intérêt écologique, faunistique et floristique

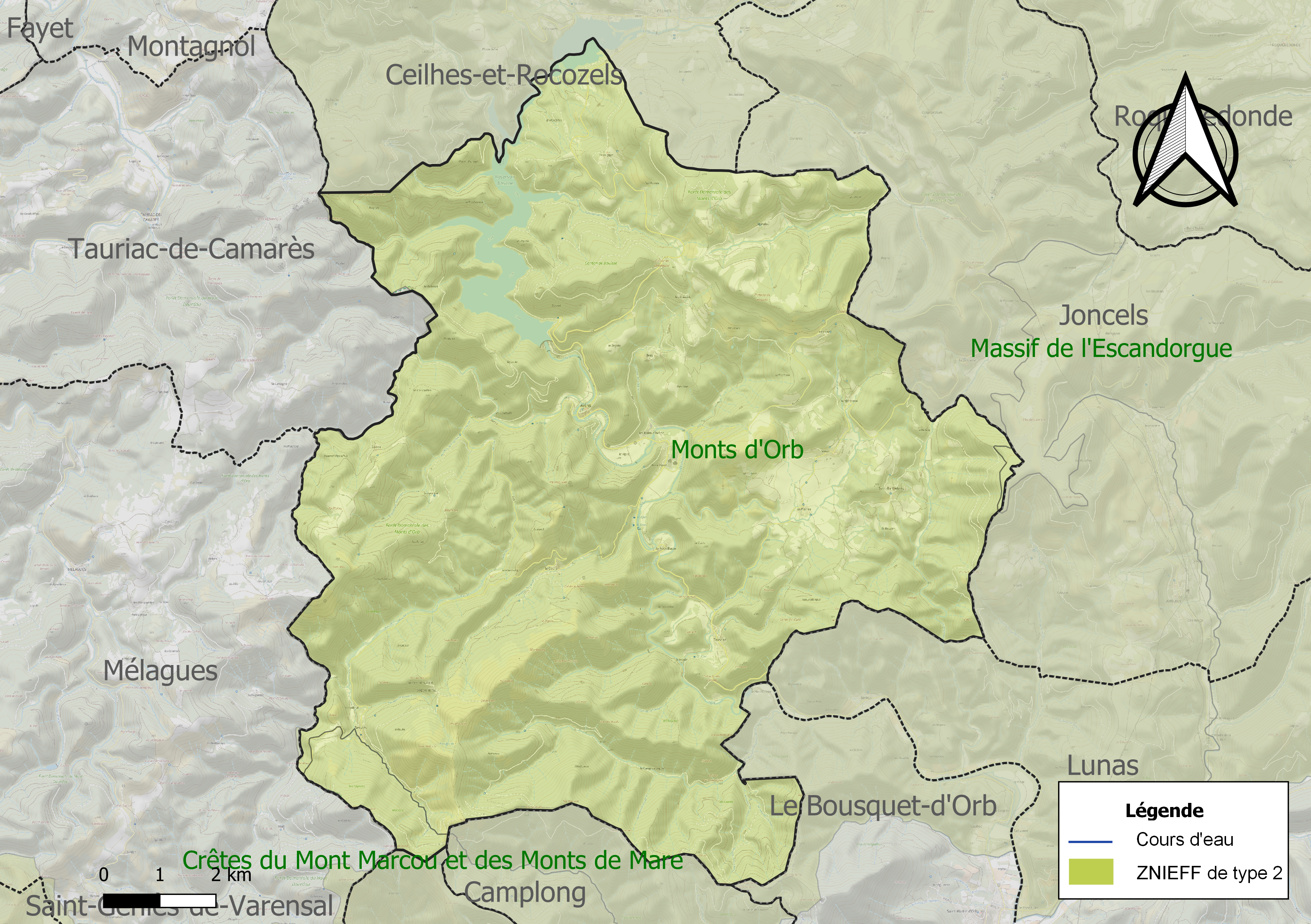
Carte des ZNIEFF de type 2 localisées sur la commune.

L’inventaire des zones naturelles d'intérêt écologique, faunistique et floristique (ZNIEFF) a pour objectif de réaliser une couverture des zones les plus intéressantes sur le plan écologique, essentiellement dans la perspective d’améliorer la connaissance du patrimoine naturel national et de fournir aux différents décideurs un outil d’aide à la prise en compte de l’environnement dans l’aménagement du territoire.
Deux ZNIEFF de type 2 sont recensées sur la commune :
- les « crêtes du Mont Marcou et des Monts de mare » (3 441 ha), couvrant 7 communes dont une dans l'Aveyron et six dans l'Hérault[16] ;
- les « Monts d'Orb » (13 437 ha), couvrant 6 communes du département[17].

## Urbanisme

### Typologie
Au 1er janvier 2024, Avène est catégorisée commune rurale à habitat très dispersé, selon la nouvelle grille communale de densité à sept niveaux définie par l'Insee en 2022.
Elle est située hors unité urbaine et hors attraction des villes,.

### Occupation des sols
L'occupation des sols de la commune, telle qu'elle ressort de la base de données européenne d’occupation biophysique des sols Corine Land Cover (CLC), est marquée par l'importance des forêts et milieux semi-naturels (86,4 % en 2018), en augmentation par rapport à 1990 (84,9 %). La répartition détaillée en 2018 est la suivante : 
forêts (77,5 %), milieux à végétation arbustive et/ou herbacée (8,9 %), zones agricoles hétérogènes (8,2 %), prairies (3,5 %), eaux continentales (1,9 %). L'évolution de l’occupation des sols de la commune et de ses infrastructures peut être observée sur les différentes représentations cartographiques du territoire : la carte de Cassini (XVIIIe siècle), la carte d'état-major (1820-1866) et les cartes ou photos aériennes de l'IGN pour la période actuelle (1950 à aujourd'hui).

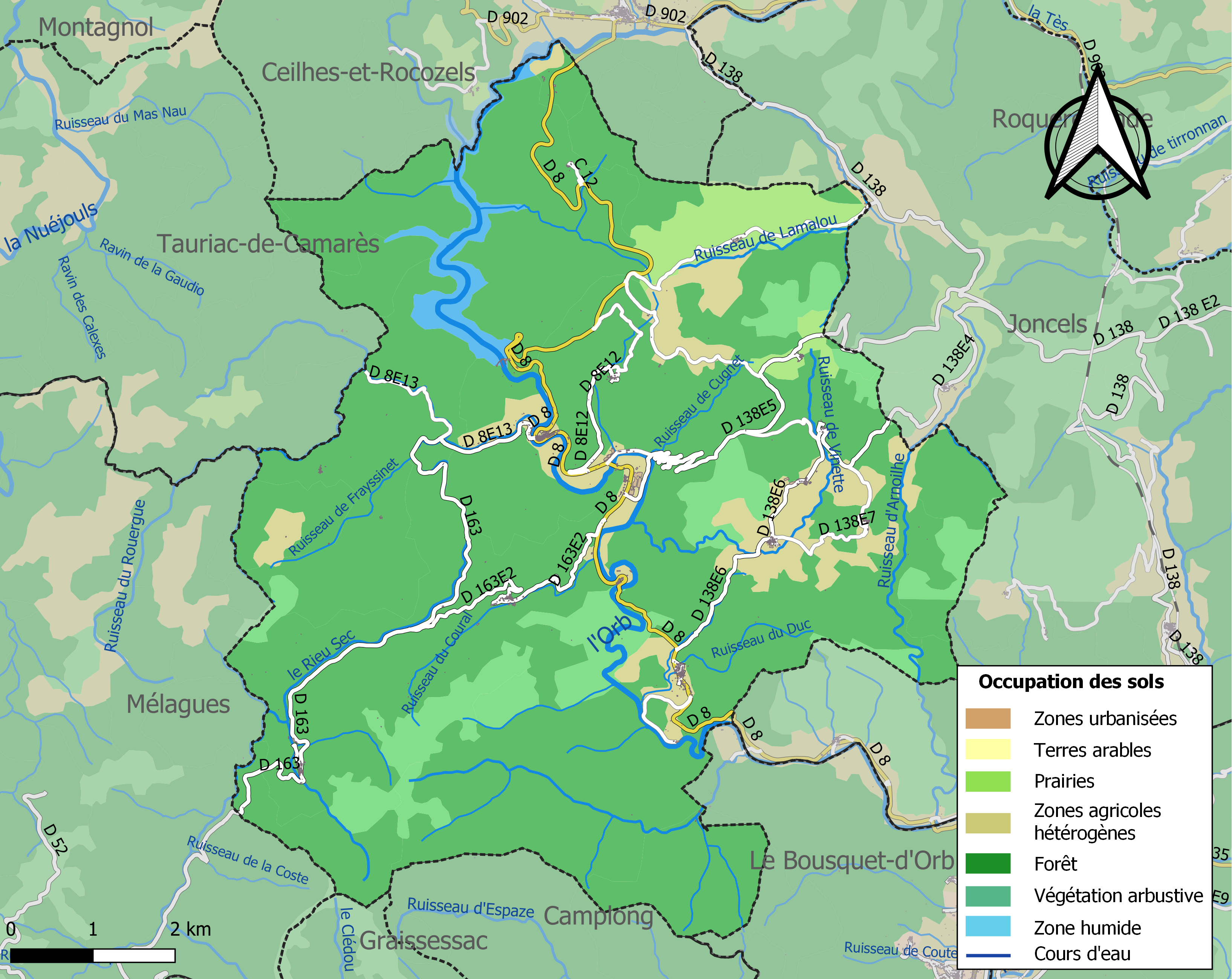
Carte des infrastructures et de l'occupation des sols de la commune en 2018 (CLC).

### Risques majeurs
Le territoire de la commune d'Avène est vulnérable à différents aléas naturels : météorologiques (tempête, orage, neige, grand froid, canicule ou sécheresse), inondations, mouvements de terrains et séisme (sismicité très faible). Il est également exposé à un risque technologique, la rupture d'un barrage, et à deux risques particuliers : le risque minier et le risque de radon. Un site publié par le BRGM permet d'évaluer simplement et rapidement les risques d'un bien localisé soit par son adresse soit par le numéro de sa parcelle.

#### Risques naturels
Certaines parties du territoire communal sont susceptibles d’être affectées par le risque d’inondation par débordement de cours d'eau, notamment l'Orb. La commune a été reconnue en état de catastrophe naturelle au titre des dommages causés par les inondations et coulées de boue survenues en 1982, 1992, 1994, 1995, 1996, 1997, 2014 et 2015,.
Avène est exposée au risque de feu de forêt du fait de la présence sur son territoire. Un plan départemental de protection des forêts contre les incendies (PDPFCI) a été approuvé en juin 2013 et court jusqu'en 2022, où il doit être renouvelé. Les mesures individuelles de prévention contre les incendies sont précisées par deux arrêtés préfectoraux et s’appliquent dans les zones exposées aux incendies de forêt et à moins de 200 mètres de celles-ci. L’arrêté du 25 avril 2002 réglemente l'emploi du feu en interdisant notamment d’apporter du feu, de fumer et de jeter des mégots de cigarette dans les espaces sensibles et sur les voies qui les traversent sous peine de sanctions. L'arrêté du 11 mars 2013 rend le débroussaillement obligatoire, incombant au propriétaire ou ayant droit,.

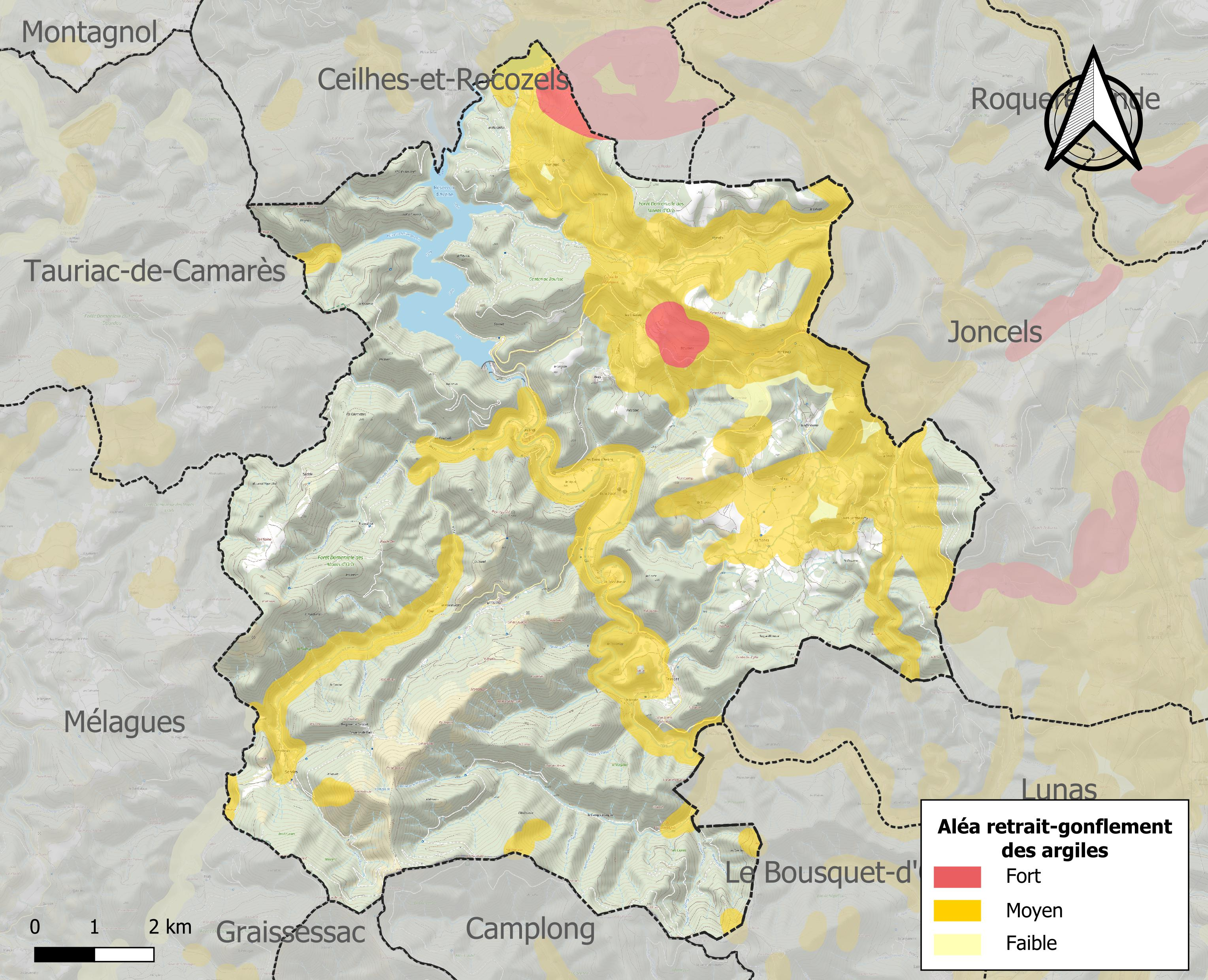
Carte des zones d'aléa retrait-gonflement des sols argileux d'Avène.

La commune est vulnérable au risque de mouvements de terrains constitué principalement du retrait-gonflement des sols argileux. Cet aléa est susceptible d'engendrer des dommages importants aux bâtiments en cas d’alternance de périodes de sécheresse et de pluie. 28,8 % de la superficie communale est en aléa moyen ou fort (59,3 % au niveau départemental et 48,5 % au niveau national). Sur les 347 bâtiments dénombrés sur la commune en 2019, 245 sont en aléa moyen ou fort, soit 71 %, à comparer aux 85 % au niveau départemental et 54 % au niveau national. Une cartographie de l'exposition du territoire national au retrait gonflement des sols argileux est disponible sur le site du BRGM,.
Par ailleurs, afin de mieux appréhender le risque d’affaissement de terrain, l'inventaire national des cavités souterraines permet de localiser celles situées sur la commune.
Concernant les mouvements de terrains, la commune a été reconnue en état de catastrophe naturelle au titre des dommages causés par des mouvements de terrain en 2015.

#### Risques technologiques
La commune est en outre située en aval du barrage des monts d'Orb, un ouvrage de classe A sur l'Orb, mis en service en 1961 et disposant d'une retenue de 30,6 millions de mètres cubes. À ce titre elle est susceptible d’être touchée par l’onde de submersion consécutive à la rupture de cet ouvrage.

#### Risque particulier
L’étude Scanning de Géodéris réalisée en 2008 a établi pour le département de l’Hérault une identification rapide des zones de risques miniers liés à l’instabilité des terrains. Elle a été complétée en 2015 par une étude approfondie sur les anciennes exploitations minières du bassin houiller de Graissessac et du district polymétallique de Villecelle. La commune est ainsi concernée par le risque minier, principalement lié à l’évolution des cavités souterraines laissées à l’abandon et sans entretien après l’exploitation des mines.
Dans plusieurs parties du territoire national, le radon, accumulé dans certains logements ou autres locaux, peut constituer une source significative d’exposition de la population aux rayonnements ionisants. Certaines communes du département sont concernées par le risque radon à un niveau plus ou moins élevé. Selon la classification de 2018, la commune d'Avène est classée en zone 3, à savoir zone à potentiel radon significatif.

## Toponymie
Le nom de la localité est attesté sous la forme Avenna en 1115 dans le cartulaire de Gellone et désigne le village ainsi que la source thermale présente sur la commune et appréciée depuis les temps les plus reculés ; ecclesiam de Avena en 1135 ; parrochia de Lavena en 1214, castro de Avena en 1247, manso de Lavenis en 1392, prieur d'Avene et Rieussec en 1571, Avenes en 1622, Avenne en 1740,.
Avèna [a.'βɛ.no̞] en occitan.
De nombreux hydronymes dérivent d'une racine av- (proto-celtique *abū, « rivière ») et ce type de racine se retrouve aussi dans l'Aven, rivière bretonne passant à Pont-Aven ou à Avançon, commune des Hautes-Alpes. Dans l'Hérault, on a le ruisseau de la Vène à Cournonsec, le lieu Lavène à Puéchabon.

### Hameaux et fermes
- Les Bains d'Avène ;
- Saint Barthélemy ;
- Beau Désert ;
- Brès ;
- Le Coural ;
- Fonbine ;
- La Mendrerie ;
- Les Planes ;
- La Rode Basse ;
- Rouvignac ;
- Sadde ;
- Serviès ;
- Truscas ;
- Vinas.

## Histoire

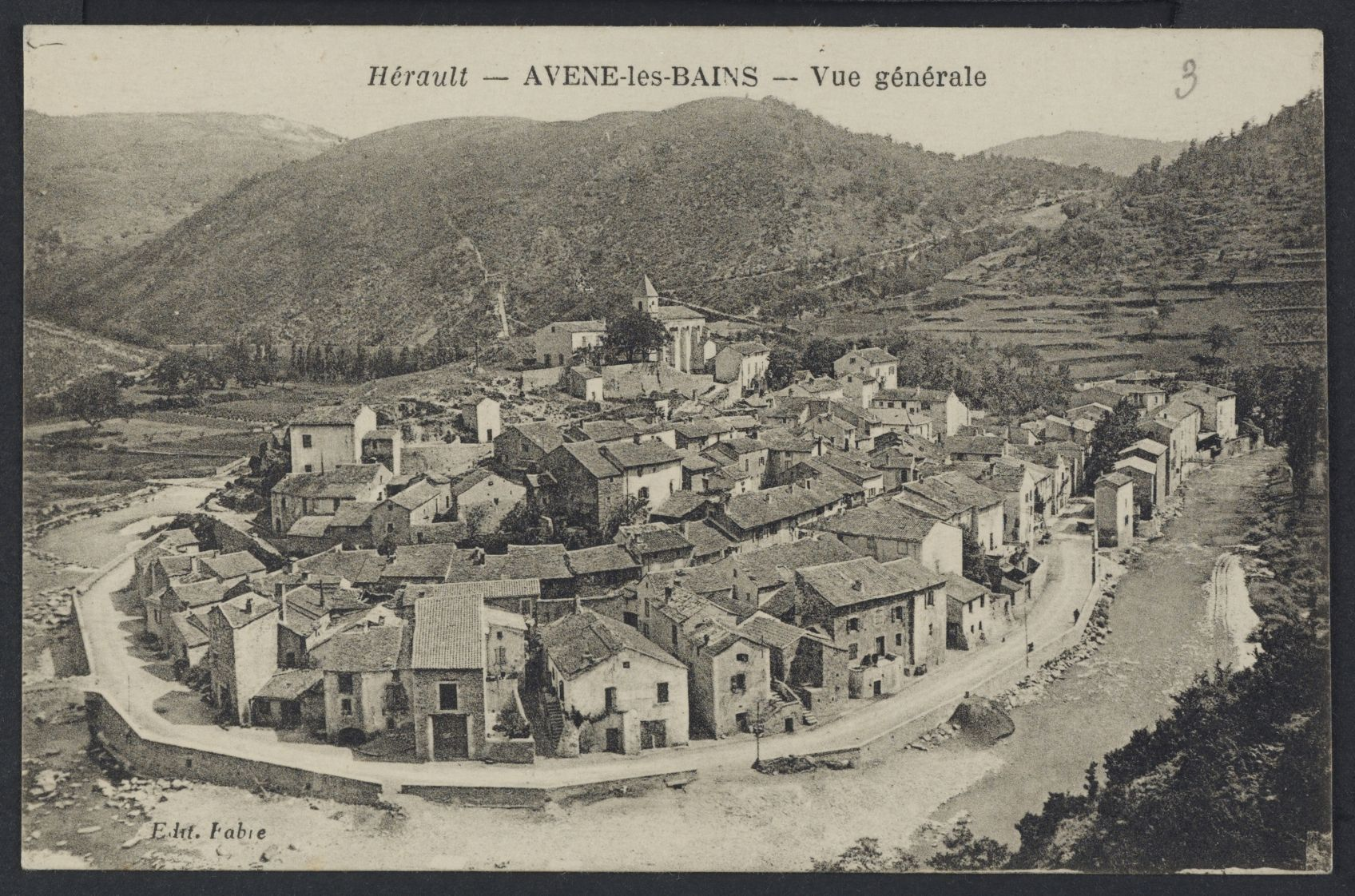
Avène-les-Bains. - Vue générale, 1908.

Tout commence en 1736 avec la guérison du cheval du marquis de Rocozel : atteint d’un prurit tenace, il est soulagé en quelques baignades dans l'eau d'Avène. En 1743, les premiers curistes rejoignent la vallée de l'Orb et la source Sainte-Odile.
En 1871, l'Amérique s'émerveille à son tour des vertus de l'eau thermale d'Avène, qui traite les grands brûlés de l'incendie de Chicago. En 1874, la source est déclarée d'intérêt public.
En 1990, les thermes sont rénovés et les Laboratoires Dermatologiques Avène sont créés. Les années 1993 et 2003 voient l'extension de l'unité de production, et en 2004, les thermes sont agrandis. En 2007, le Laboratoire de l'Eau est créé sur le site même d'Avène.
En 2010, la station thermale d'Avène accueillait 2 600 curistes par an, un nombre qui a singulièrement baissé depuis la pandémie de Covid-19.

## Politique et administration
| Période                                  | Période                   | Identité       | Étiquette | Qualité                |
| ---------------------------------------- | ------------------------- | -------------- | --------- | ---------------------- |
| Les données manquantes sont à compléter. |                           |                |           |                        |
| 1947                                     | 1959                      | Lucien Chopy   |           |                        |
| 1959                                     | 1971                      | Jules Pégurier |           |                        |
| 1971                                     | 1977                      | Edouard Merc   |           |                        |
| 1977                                     | 1995                      | Lucien Castan  |           |                        |
| 1995                                     | mars 2016                 | Guy Caballé    | PS        |                        |
| mars 2016                                | En cours (au 23 mai 2020) | Serge Castan,  | SE        | Ancien cadre, retraité |

En janvier 2016, Guy Caballé annonce sa démission de son mandat de maire à l'occasion de ses vœux aux habitants. Il est remplacé par Serge Castan, réélu après les élections municipales de mars 2020

## Démographie
L'évolution du nombre d'habitants est connue à travers les recensements de la population effectués dans la commune depuis 1793. Pour les communes de moins de 10 000 habitants, une enquête de recensement portant sur toute la population est réalisée tous les cinq ans, les populations de référence des années intermédiaires étant quant à elles estimées par interpolation ou extrapolation. Pour la commune, le premier recensement exhaustif entrant dans le cadre du nouveau dispositif a été réalisé en 2006.

En 2022, la commune comptait 294 habitants, en stagnation par rapport à 2016 (Hérault : +7,49 %, France hors Mayotte : +2,11 %).
| 1793  | 1800  | 1806  | 1821  | 1831  | 1836  | 1841  | 1846  | 1851  |
| ----- | ----- | ----- | ----- | ----- | ----- | ----- | ----- | ----- |
| 1 172 | 1 187 | 1 381 | 1 343 | 1 407 | 1 438 | 1 252 | 1 238 | 1 207 |

| 1856  | 1861  | 1866  | 1872  | 1876  | 1881  | 1886  | 1891 | 1896 |
| ----- | ----- | ----- | ----- | ----- | ----- | ----- | ---- | ---- |
| 1 256 | 1 226 | 1 208 | 1 146 | 1 084 | 1 121 | 1 147 | 976  | 992  |

| 1901 | 1906  | 1911 | 1921 | 1926 | 1931 | 1936 | 1946 | 1954 |
| ---- | ----- | ---- | ---- | ---- | ---- | ---- | ---- | ---- |
| 951  | 1 076 | 924  | 902  | 966  | 730  | 681  | 826  | 724  |

| 1962 | 1968 | 1975 | 1982 | 1990 | 1999 | 2006 | 2011 | 2016 |
| ---- | ---- | ---- | ---- | ---- | ---- | ---- | ---- | ---- |
| 582  | 457  | 430  | 259  | 269  | 275  | 289  | 309  | 294  |

| 2021 | 2022 | - | - | - | - | - | - | - |
| ---- | ---- | - | - | - | - | - | - | - |
| 288  | 294  | - | - | - | - | - | - | - |

## Économie

### Revenus
En 2018  (données Insee publiées en septembre 2021), la commune compte 161 ménages fiscaux, regroupant 289 personnes. La médiane du revenu disponible par unité de consommation est de 17 330 € (20 330 € dans le département).

### Emploi
|                | 2008   | 2013   | 2018   |
| -------------- | ------ | ------ | ------ |
| Commune        | 12,8 % | 9,7 %  | 12,8 % |
| Département    | 10,1 % | 11,9 % | 12 %   |
| France entière | 8,3 %  | 10 %   | 10 %   |

En 2018, la population âgée de 15 à 64 ans s'élève à 169 personnes, parmi lesquelles on compte 70,9 % d'actifs (58,1 % ayant un emploi et 12,8 % de chômeurs) et 29,1 % d'inactifs,. Depuis 2008, le taux de chômage communal (au sens du recensement) des 15-64 ans est supérieur à celui de la France et du département.
La commune est hors attraction des villes,. Elle compte 422 emplois en 2018, contre 445 en 2013 et 380 en 2008. Le nombre d'actifs ayant un emploi résidant dans la commune est de 102, soit un indicateur de concentration d'emploi de 413,8 % et un taux d'activité parmi les 15 ans ou plus de 48 %.
Sur ces 102 actifs de 15 ans ou plus ayant un emploi, 61 travaillent dans la commune, soit 59 % des habitants. Pour se rendre au travail, 75,6 % des habitants utilisent un véhicule personnel ou de fonction à quatre roues, 3 % les transports en commun, 10,1 % s'y rendent en deux-roues, à vélo ou à pied et 11,4 % n'ont pas besoin de transport (travail au domicile).

### Activités hors agriculture

#### Secteurs d'activités
47 établissements sont implantés  à Avène au 31 décembre 2019. Le tableau ci-dessous en détaille le nombre par secteur d'activité et compare les ratios avec ceux du département,.
| Secteur d'activité                                                                                        | Commune | Commune | Département |
| Secteur d'activité                                                                                        | Nombre  | %       | %           |
| --- | ------- | ------- | ----------- |
| Ensemble                                                                                                  | 47      | 100 %   | (100 %)     |
| Industrie manufacturière, industries extractives et autres                                                | 11      | 23,4 %  | (6,7 %)     |
| Construction                                                                                              | 3       | 6,4 %   | (14,1 %)    |
| Commerce de gros et de détail, transports, hébergement et restauration                                    | 18      | 38,3 %  | (28 %)      |
| Information et communication                                                                              | 2       | 4,3 %   | (3,3 %)     |
| Activités financières et d'assurance                                                                      | 1       | 2,1 %   | (3,2 %)     |
| Activités immobilières                                                                                    | 1       | 2,1 %   | (5,3 %)     |
| Activités spécialisées, scientifiques et techniques et activités de services administratifs et de soutien | 2       | 4,3 %   | (17,1 %)    |
| Administration publique, enseignement, santé humaine et action sociale                                    | 5       | 10,6 %  | (14,2 %)    |
| Autres activités de services                                                                              | 4       | 8,5 %   | (8,1 %)     |

Le secteur du commerce de gros et de détail, des transports, de l'hébergement et de la restauration est prépondérant sur la commune puisqu'il représente 38,3 % du nombre total d'établissements de la commune (18 sur les 47 entreprises implantées  à Avène), contre 28 % au niveau départemental.

#### Entreprises et commerces
Les deux entreprises ayant leur siège social sur le territoire communal qui génèrent le plus de chiffre d'affaires en 2020 sont : 
- Bourrel, restauration traditionnelle (152 k€) ;
- Le Barrage A Pizza, restauration de type rapide (19 k€).

### Agriculture
|               | 1988 | 2000  | 2010 | 2020 |
| ------------- | ---- | ----- | ---- | ---- |
| Exploitations | 21   | 20    | 11   | 9    |
| SAU (ha)      | 885  | 1 416 | 607  | 867  |

La commune est dans les « Plateaux du Sommail et de l'Espinouze », une petite région agricole occupant une frange nord-ouest du département de l'Hérault. En 2020, l'orientation technico-économique de l'agriculture  sur la commune est la polyculture et/ou le polyélevage. Neuf exploitations agricoles ayant leur siège dans la commune sont dénombrées lors du recensement agricole de 2020 (21 en 1988). La superficie agricole utilisée est de 867 ha,,.

## Culture locale et patrimoine

### Lieux et monuments
- Une statue-menhir de la fin du néolithique dite de Rouvignac,  a été trouvée en 1981 dans un champ entre le hameau de Rouvignac et le lac d’Avène, sur le territoire de la commune d'Avène. Elle atteste l'ancienneté de l'occupation humaine à cet endroit. Elle est conservée dans le dépôt de fouille de Villemagne-l'Argentière.
- Église romane Saint-André-de-Rieussec (XIIe)[46] ;
- Église Saint-Pierre de Rouvignac (XIIe)[47] ;
- Église Sainte-Marie de Vinas (XIIe)[48] ;
- Église Saint-Antoine de Serviès (1715)[49] ;
- Église Saint-Barthélémy (1135). L'édifice est référencé dans la base Mérimée et à l'Inventaire général Région Occitanie[50],[51] ;
- Église Notre-Dame de l’Espérance de Truscas (XIXe)[52] ;
- Église Saint-Martin d'Avène (XIXe). L'édifice est référencé dans la base Mérimée et à l'Inventaire général Région Occitanie[53],[54] ;

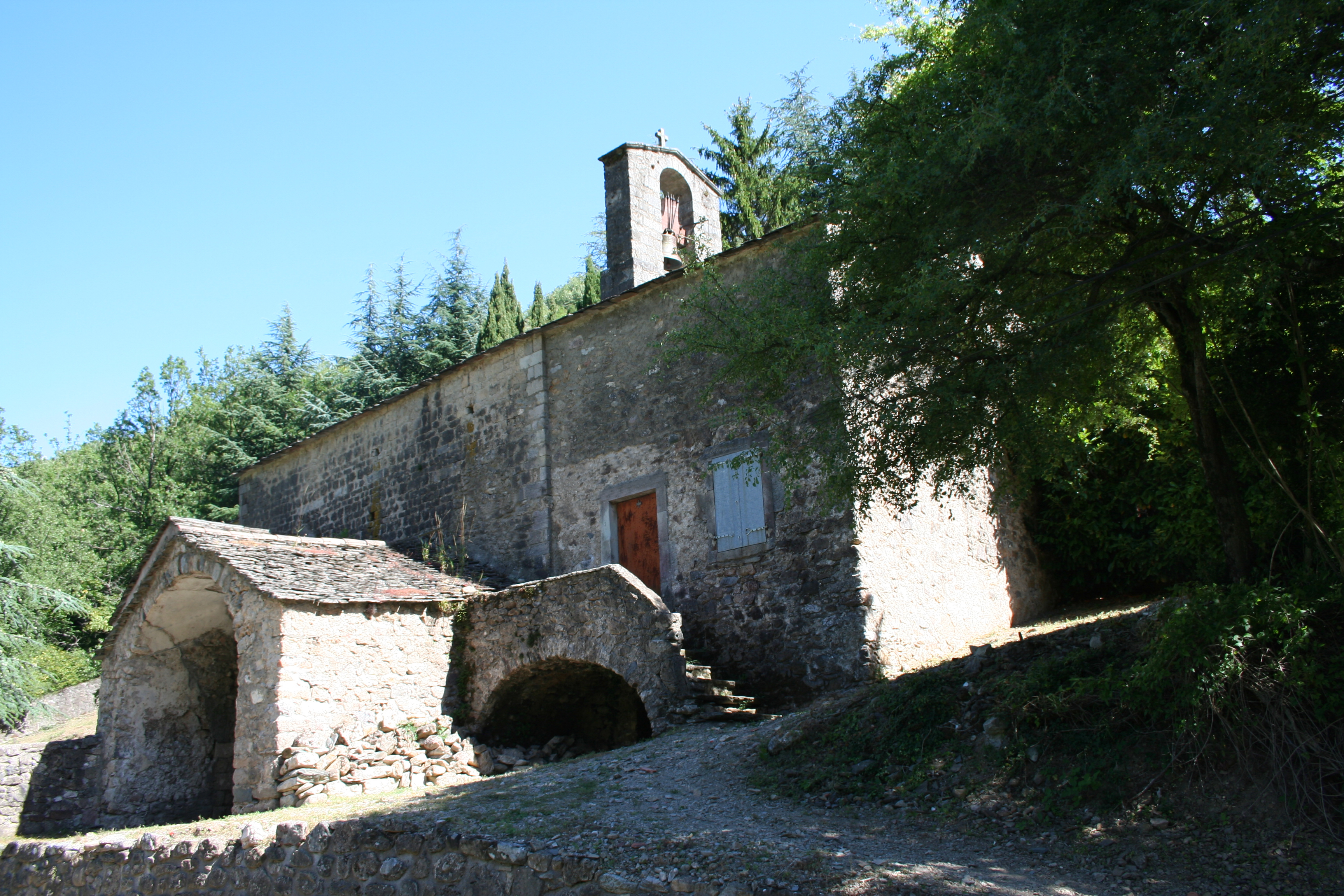
Église Saint-André de Rieussec.
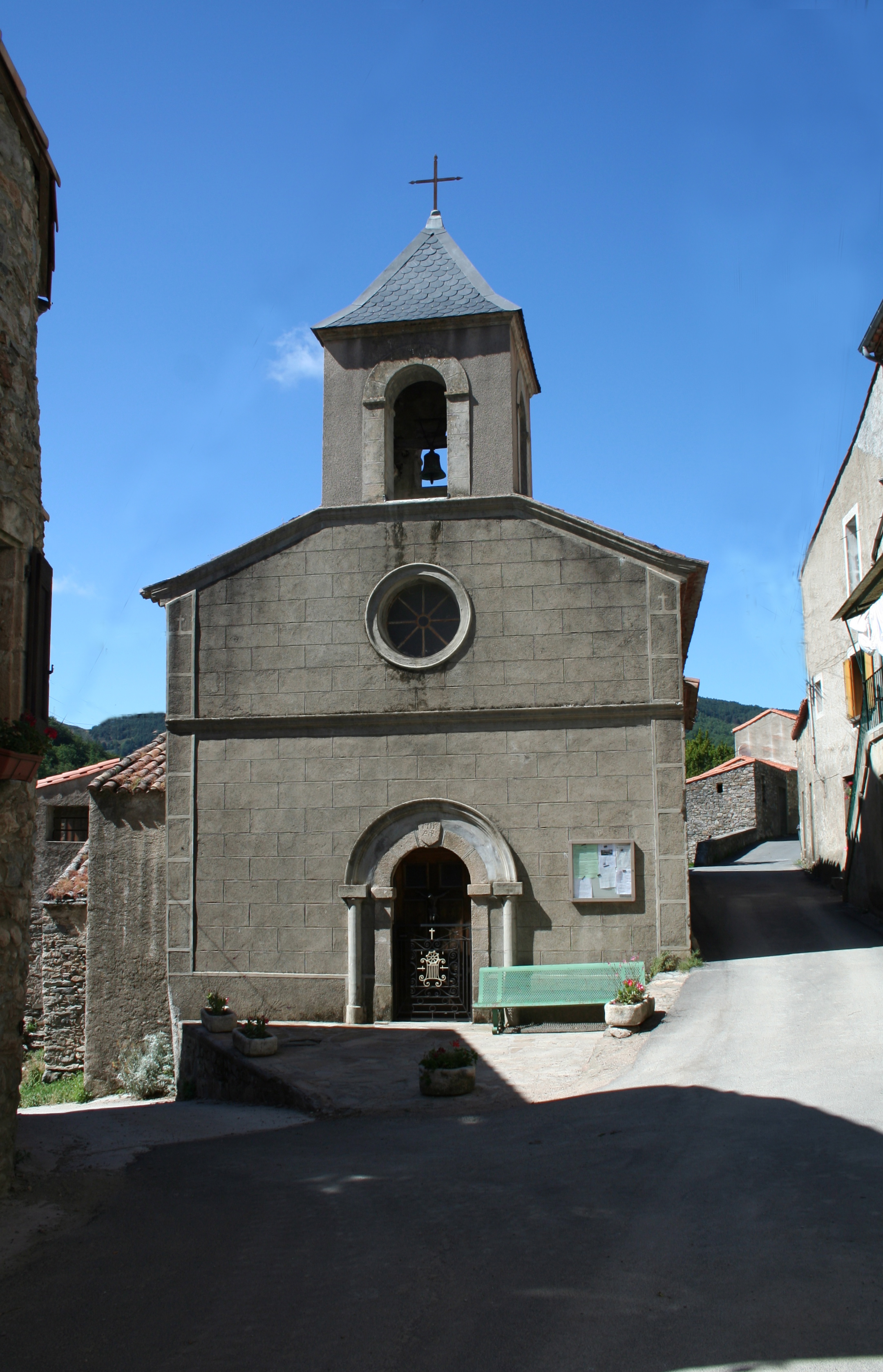
Église Saint-Antoine de Serviès.

- Pont d'Avène sur l'Orb du XIIIe siècle : le 12 mai 1704, une rencontre est organisée entre le général Lalande, sous les ordres du maréchal de Vilars et Cavalier, chef des Camisards[55]. Depuis 1986, après une enquête du ministère français de la Culture, le pont est identifié comme construit probablement au XIIIe siècle, le tablier est rehaussé au XIXe siècle et modifié au XXe siècle[56].

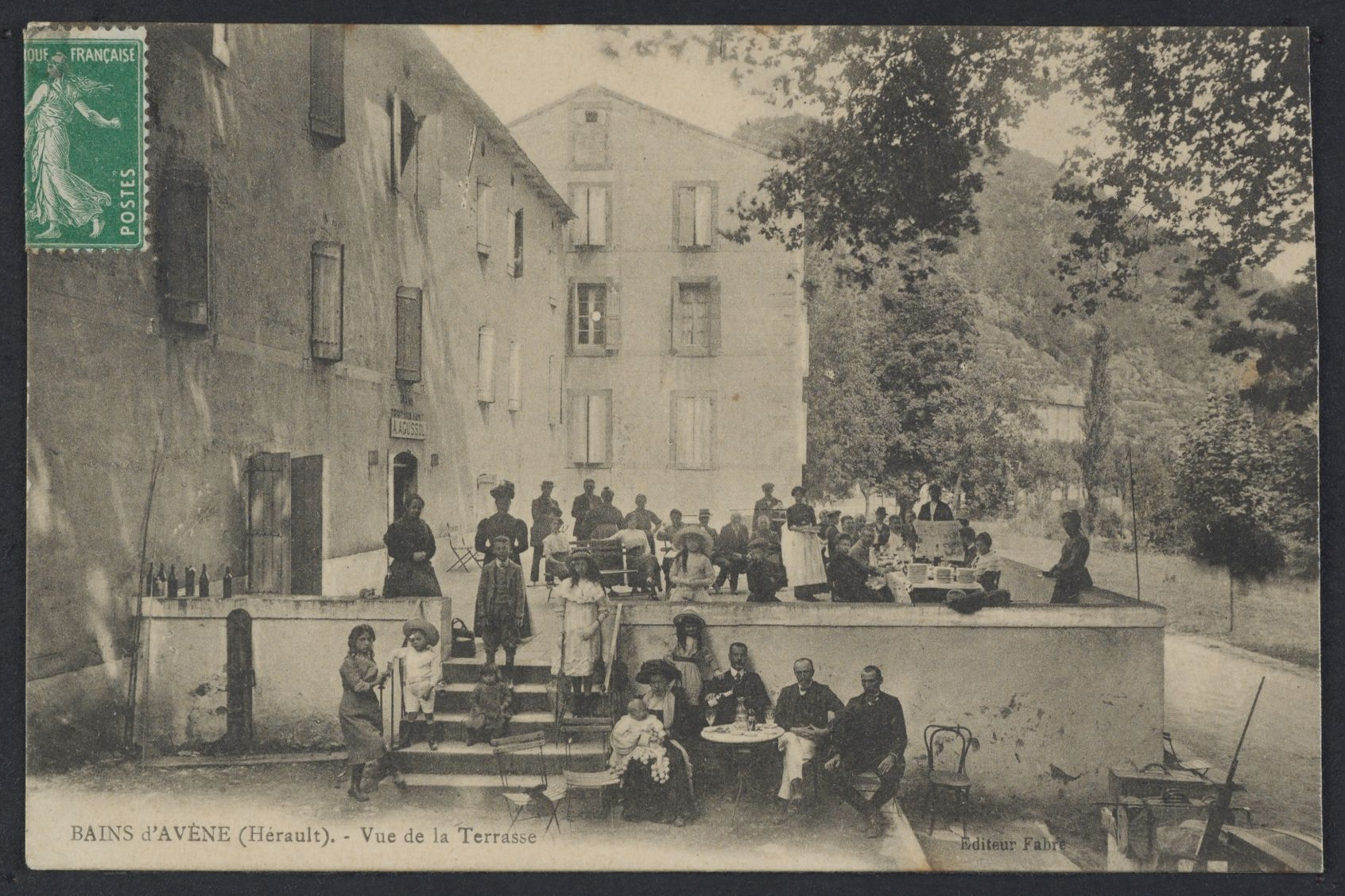
Bains-d'Avène - Vue de la terrasse, 1913.

### Héraldique
|  | Les armoiries de Avène se blasonnent ainsi : « De sinople, au pairle losangé d'argent et d'azur ». |

### Personnalités liées à la commune
- L'acteur Michel Galabru y a passé son enfance.